# Environnement en Corée du Sud
L'environnement en Corée du Sud est l'environnement (ensemble des éléments - biotiques ou abiotiques - qui entourent un individu ou une espèce et dont certains contribuent directement à subvenir à ses besoins) de la Corée du Sud.
Large en moyenne de 200 km, le territoire sud-coréen est composé à 70 % de montagnes. Le climat varié de la Corée du Sud et la géographie de cette péninsule sont propices à la biodiversité.
La population de la Corée du Sud est en diminution depuis 2020, après avoir atteint un seuil à 51,8 millions d'habitants. L'activité humaine a eu un impact important sur l'environnement : secteur de l'énergie dépendant des énergies fossiles, urbanisation très dense, industrialisation, transports, agriculture exportatrice de plusieurs denrées... En 2017, le pays était le 7e pays le plus émetteur en gaz à effet de serre, avec 1,8 % de la production mondiale, et l'équivalent de 11,66 tonnes de CO2 par habitant et par an.
La Corée du Sud est également le pays de l'OCDE où la qualité environnementale, en particulier la qualité de l'air, est la pire en 2018. Des plans nationaux ont été mis en place depuis les années 2000 afin de réduire l'impact environnemental (déchets, énergie...).

## La biodiversité en Corée du Sud

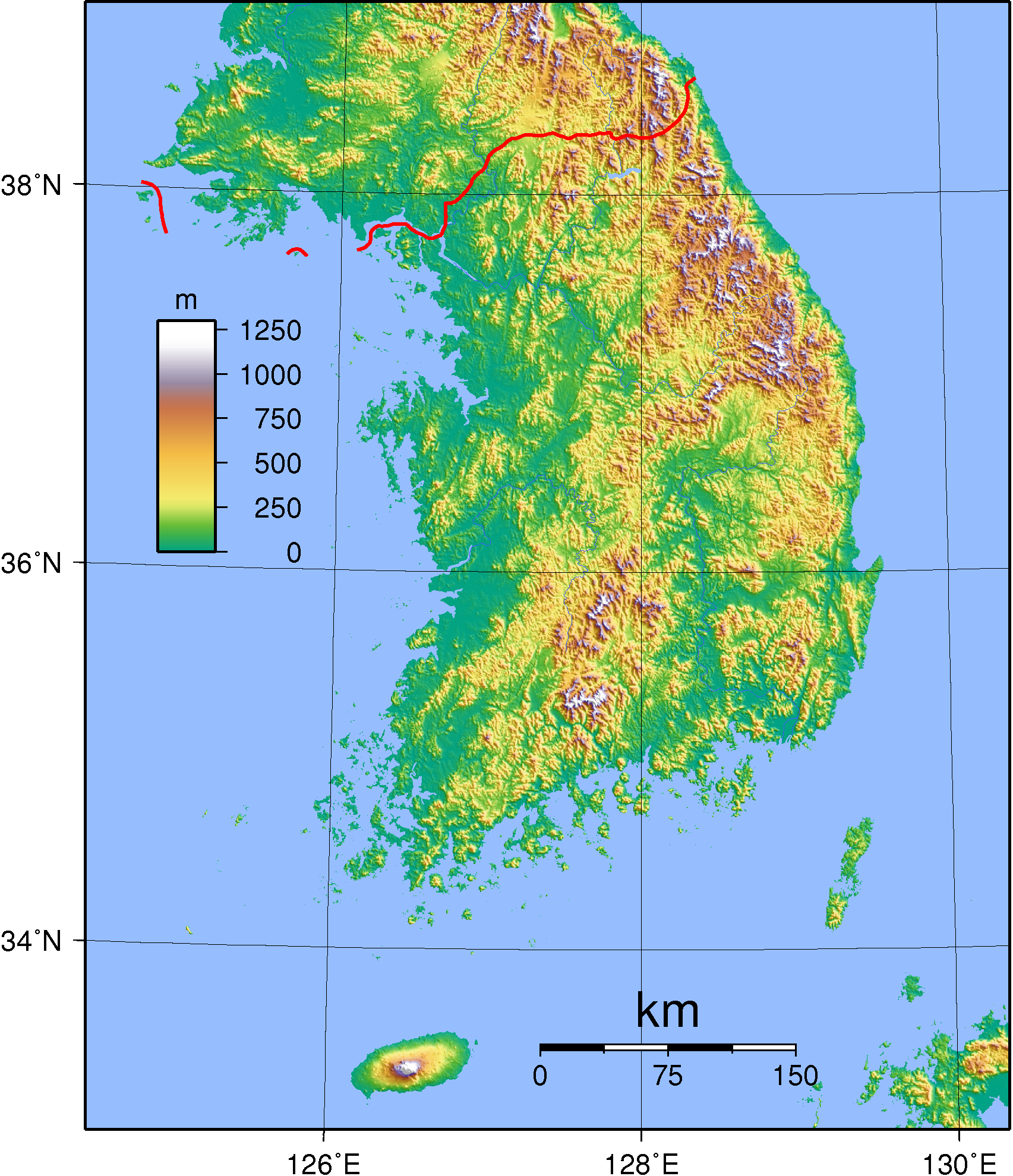
Carte topographique de la Corée du sud.

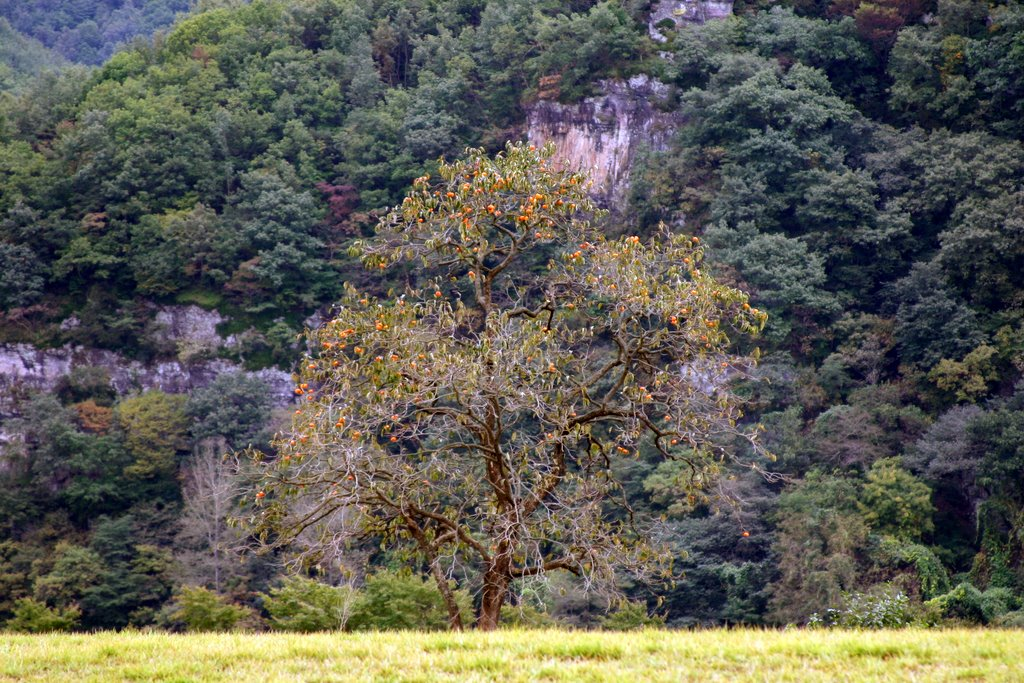
Plaqueminier devant une colline recouverte par la forêt à Hahoe

### Habitats
Large en moyenne de 200 km, le territoire sud-coréen est composé à 70 % de montagnes, orientées dans l'axe nord-sud. Sur le continent, le mont Jiri (Jirisan) (1 915 m) et le mont Seorak (Seoraksan) à 1 708 m sont les points culminants du pays.  Le volcan Halla (Hallasan), sur l'île de Jeju, est le point culminant de la Corée du Sud, à 1 950 m d'altitude (sa dernière éruption remonte à 1007).
Les forêts décidues de Corée centrale forment une écorégion terrestre définie par le Fonds mondial pour la nature (WWF), qui appartient au biome des forêts de feuillus et forêts mixtes tempérées de l'écozone paléarctique. Elle s'étend sur la plus grande partie de la péninsule coréenne à l'exception de la côte sud, où se situent les forêts sempervirentes de Corée méridionale.

### Flore
Le climat varié de la Corée du Sud est propice à une végétation diversifiée. On compte 3 500 types de plantes dont 900 sont des arbres. Les forêts de Corée sont recouvertes majoritairement de pins et de chêne mongols.
Par ailleurs, l'hibiscus syriacus (Mugunghwa en coréen) est un des emblèmes de la Corée du Sud, cette fleur étant originaire de la Corée.

### Faune
La faune coréenne riche de 100 000 espèces animales appartient au règne paléo-arctique. Sur les hauteurs, comme au Taebaek par exemple, la faune va être commune à celle des zones boréales : cerf, loup, lynx, tigre, goral de l’Amour (sorte de petite chèvre), belette...
La Corée du Sud compte environ 370 espèces d'oiseaux. Les zones humides sud-coréennes prennent en charge plus d'un million de canards et d'oies hivernants.
Le tigre de Sibérie, qui aurait disparu du sud de la Corée en 1922, a été réintroduit en Corée du Sud en 1986. Dans le sud de la péninsule coréenne, on pense que les derniers tigres à l'état sauvage auraient disparu en 1922. De 1986 à fin 2006, 19 tigres sont nés en Corée du Sud.

## Impacts sur les milieux naturels

### Activités humaines

#### Population et animaux familiers
La population de la Corée du Sud est en diminution depuis 2020, après avoir atteint un seuil à 51,8 millions d'habitants. Le taux de fécondité s'élève à 0,78 enfant par femme en 2023, le taux le plus bas au monde.
Parmi les 25 % de Sud-Coréens possédant un animal de compagnie, les trois quarts ont privilégié un chien.

#### Industries
La Corée du Sud se situe aux premiers rangs mondiaux pour l'électronique grand public, la construction automobile et la sidérurgie.
C’est dans les années 1970 que la Corée du Sud lança son programme d’industrialisation navale avec la mise en place des premiers chantiers. Depuis les années 1990, le pays est à la tête de la production navale mondiale. Représentant 4,3 % des exportations en 1995, le secteur a atteint les 9,8 % en 2011.

#### Agriculture, pêche et chasse

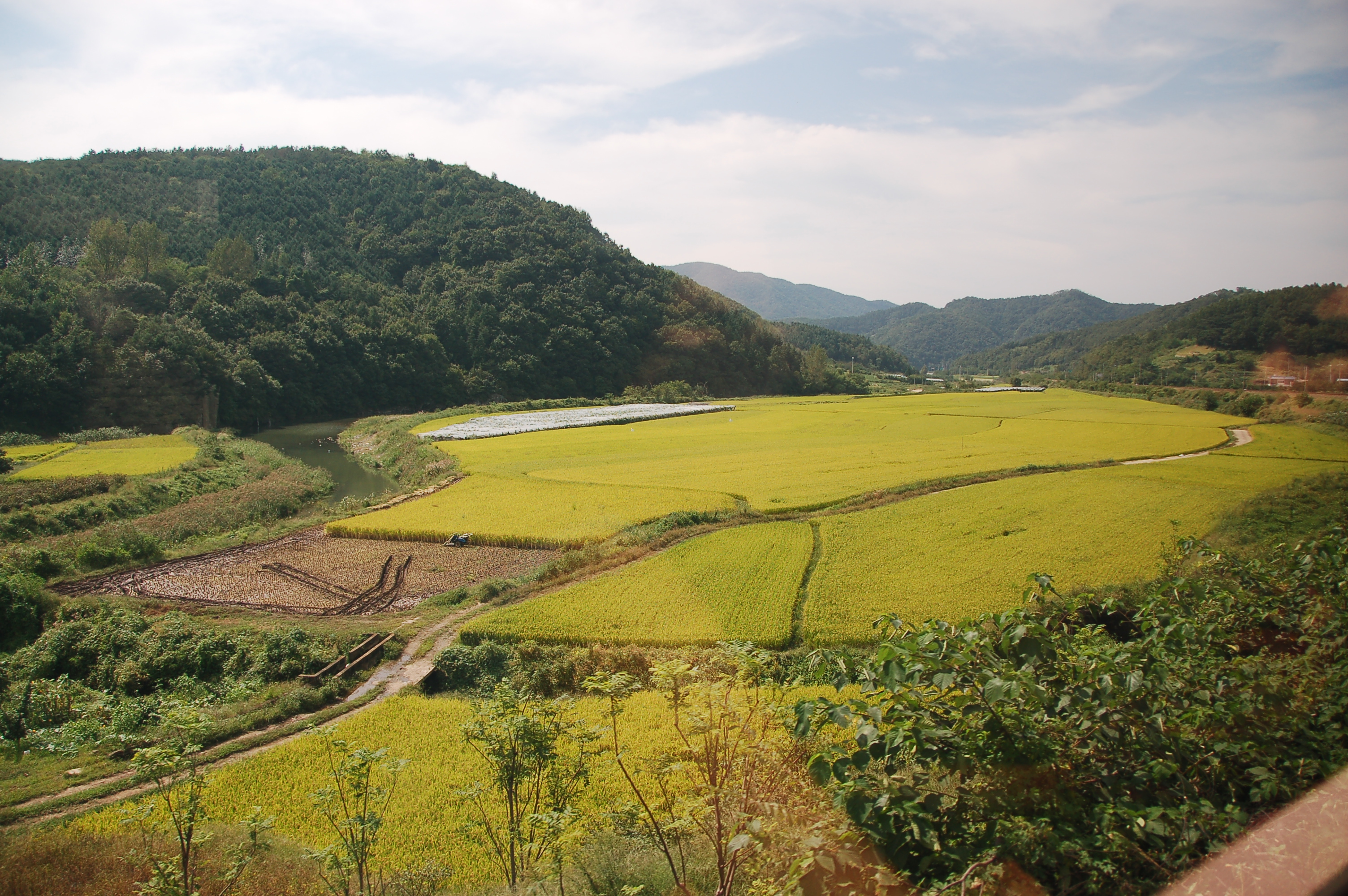
Des champs de riz en automne dans le Gyeongsang du Nord.

L'agriculture est en développement depuis les années 1960. La Corée du Sud produit du riz, de l'orge, du soja, du maïs, des légumes, dont 2,5 millions de tonnes de chou (4e producteur mondial en 2018), 1,5 million de tonnes d'oignon (13e producteur mondial en 2018), tomates, concombres, poivrons, citrouille. Elle produit également de nombreux fruits : 346 000 tonnes de kaki (3e producteur mondial en 2018), 213 000 tonnes de fraise (7e producteur mondial en 2018), pêche, poire, raisin, pomme, pastèque...
Environ un million de chiens sont élevés et tués pour être mangés. Mais 87,5 % des Sud-Coréens n'en ont jamais mangé ou n'envisagent pas de le faire : l'industrie est en perte de vitesse, bien qu'il existe encore des milliers d'éleveurs.
Sur la côte Est, la rencontre de deux courants marins au large des côtes rendent ces eaux très poissonneuses.

#### Transports

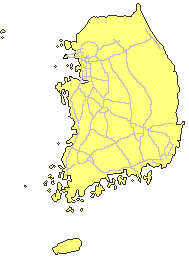
Carte des voies express en Corée du Sud

Le réseau ferroviaire sud-coréen comptait en 2005, 3 378 km de voies ferrées. Daejeon s’impose comme un nœud de circulation vital ; les deux premières lignes de train à grande vitesse de Corée du Sud, le KTX, inauguré en 2004, passent par cette ville :
- l’axe Séoul-Daejeon-Pusan ;
- un axe sud-ouest reliant Daejeon Ouest à Mokpo et Gwangju, la principale ville du sud-ouest, mais sans traverser directement Jeonju.

Le métro de Séoul la relie à des villes comme Suwon au sud ou Gimpo (aéroport intérieur) et surtout Incheon à l’ouest (la liaison avec l’aéroport international a été bouclée en 2006).
La Corée du Sud possède un réseau de 88 775 km de routes, dont 1 889 km d’autoroutes, sur lesquelles circulent plus de 14 millions de véhicules immatriculés.
Le principal aéroport de Corée de Sud est l'aéroport international d'Incheon.

#### Activités tertiaires
Les plages de la côte Est sont très appréciées.

### Pression sur les ressources

#### Pression sur les ressources non renouvelables
En 2012, l'énergie provient encore très majoritairement du charbon et du pétrole. Le pays doit importer en quasi-totalité charbon et pétrole. Les centrales thermiques au charbon représentaient, en 2016, 40 % de la production d'électricité, et les énergies renouvelables, 4,7 %.
En juin 1977, le réacteur 1 de la centrale de Kori, située près de Busan, était allumé. Avec cette première centrale, le pays entrait dans l'ère de l'énergie nucléaire. En 2016, le nucléaire représentait 30 % de la production d'électricité. 25 réacteurs étaient en activité, 3 en construction.

### Pollutions

#### Les émissions de gaz à effet de serre (GES)
Si la Corée du Sud a réussi à stabiliser quelque peu ses émissions de gaz à effet de serre à partir du début des années 2000, sa courbe d'évolution depuis 1990 se rapprochait plus en 2012 de celle de la Chine que de celle des États-Unis ou de la France.
En 2017, le pays était le 7e pays le plus émetteur en gaz à effet de serre, avec 1,8 % de la production mondiale, et l'équivalent de 11,66 tonnes de CO2 par habitant et par an.
Le pays a réduit de 7,3 % les émissions de gaz à effet de serre (GES) en 2020 par rapport à l’année précédente. Un chiffre en diminution pour la deuxième année consécutive. Selon une estimation provisoire publiée le 8 juin par le Greenhouse Gas Inventory & Research Center of Korea (GIR), affilié au ministère de l’Environnement, les émissions de GES ont enregistré une baisse de 648,6 millions de tonnes, soit une diminution de 5,09 millions de tonnes par rapport à l’année 2019. C’est également une baisse de 10,9 % par rapport à 2018, l’année où les émissions de GES ont atteint un pic avec 727,6 millions de tonnes.

#### La pollution de l'air
L'Organisation mondiale de la santé mesurait en 2012 un taux moyen de particules de 10ìm égal à 61 ìg/m3 dans les villes de Corée du Sud, contre 22 ìg/m3 seulement dans les villes japonaises, 27 ìg/m3 dans les villes françaises et moins de 40 ìg/m3 dans la plupart des pays européens.
La Corée du Sud est le pays de l'OCDE où la qualité environnementale, en particulier la qualité de l'air, est la pire en 2018. L'exposition annuelle aux particules a augmenté en moyenne de 4 % entre 2005 et 2013 à cause des vents de sable et de pollution venant de la Chine.
La Corée du Sud est affectée par la pollution de l'air de la Chine. A l'inverse, en 2020, lors du confinement de la population chinoise, le pays bénéficie également de la baisse de la pollution de l'air en Chine.
Par ailleurs, le pays est soumis aux tempêtes de sable, entrainant une importante densité aux particules fines de poussière. En 2021, la Corée du Sud connaît la pire pollution à la poussière jaune en une décennie.

#### La gestion des déchets
En six ans, l'obligation de payer en fonction du poids de déchets produits a permis de faire baisser de 50 000 tonnes le volume de déchets alimentaires. Par ailleurs, en 2019, 95 % des déchets alimentaires sont valorisés, contre 2 % en 1995.
Par contre, la production de déchets plastiques est passée de 9,6 millions de tonnes en 2019 à 12,6 millions de tonnes en 2022, une hausse de 31 % en trois ans.

### Impacts de l'urbanisation

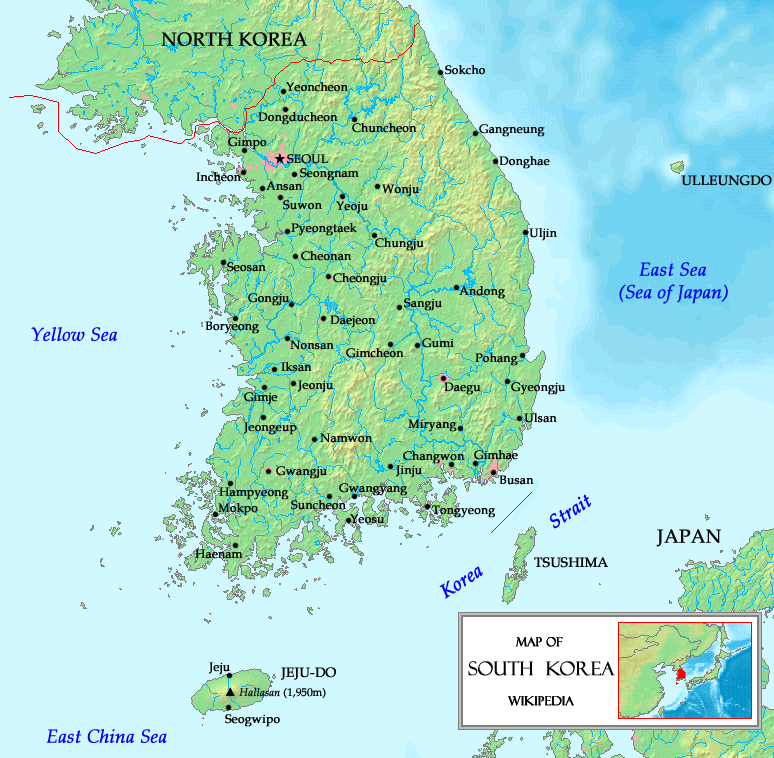
Carte des villes de Corée du Sud.

Sur les 50,5 millions de Sud-Coréens, la moitié — 25,6 millions — vivent dans la mégapole de Séoul dont 10,3 dans la capitale même.
Si le pays a une densité très élevée, les principales villes se trouvent sur un axe nord-ouest / sud-est, entre Séoul-Incheon et Pusan en passant par Daejeon et Daegu. Le quart nord-est du pays ne compte que Chuncheon comme grande ville, sans que celle-ci rayonne vraiment sur la région.
Villes ayant plus de 1 000 000 habitants en 2016 (intra-muros) :
- Séoul (10 349 312)
- Pusan (3 678 555)
- Incheon (2 628 000)
- Daegu (2 566 540)
- Daejeon (1 475 221)
- Gwangju (1 416 938)
- Suwon (1 242 724)
- Goyang (1 073 069)
- Seongnam (1 031 935)

#### Galerie

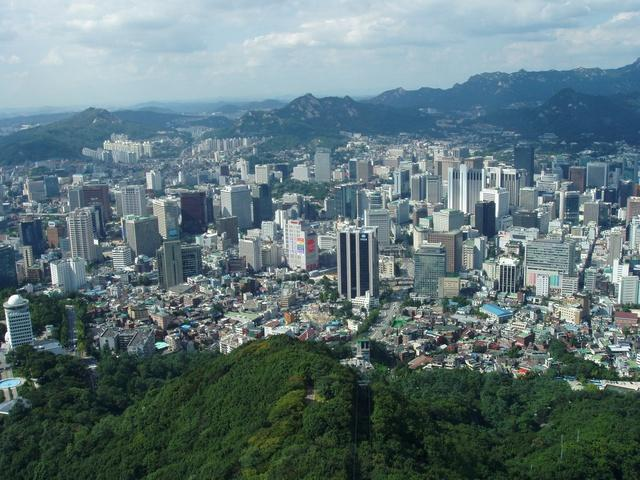
Séoul
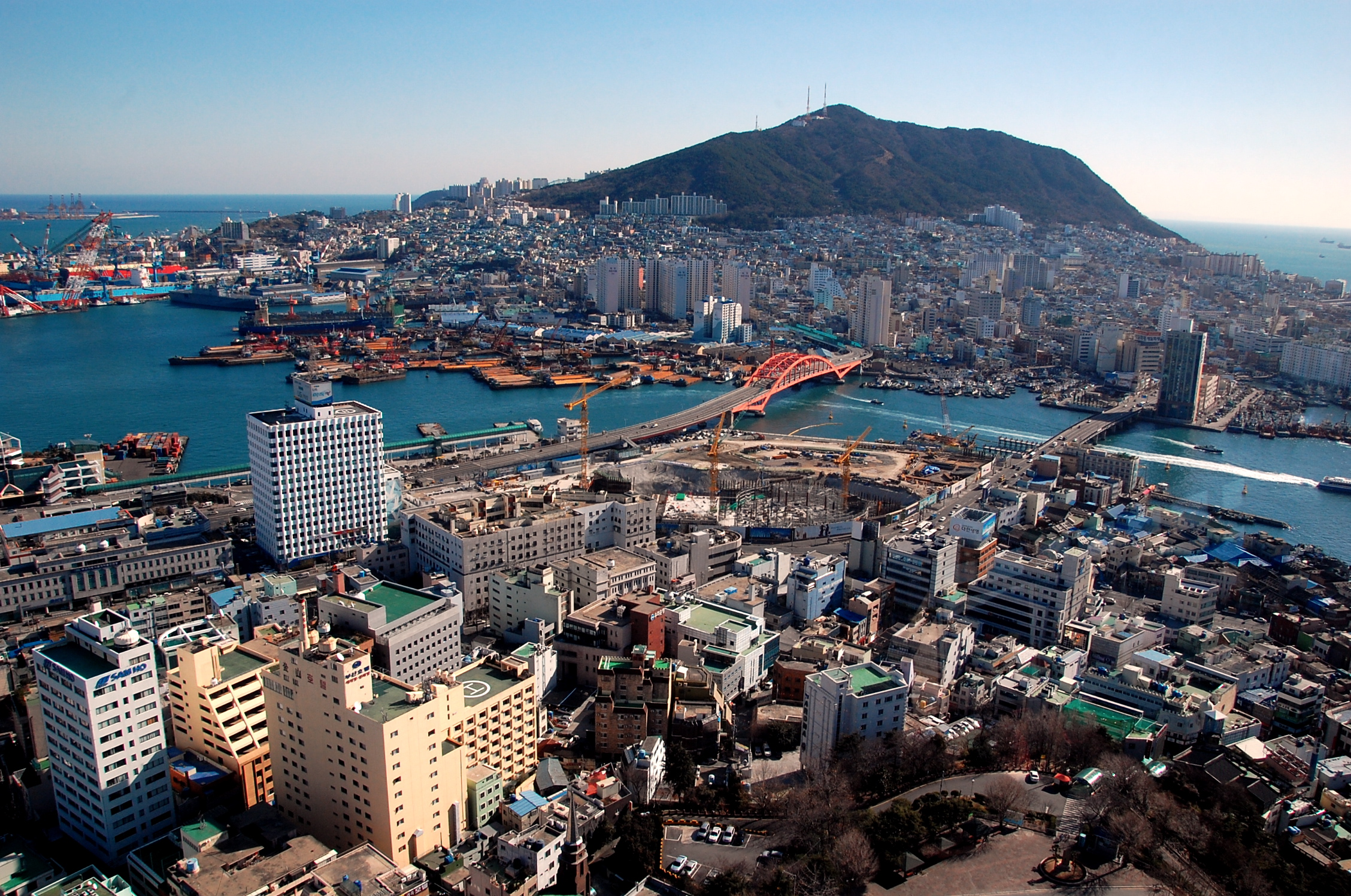
Busan
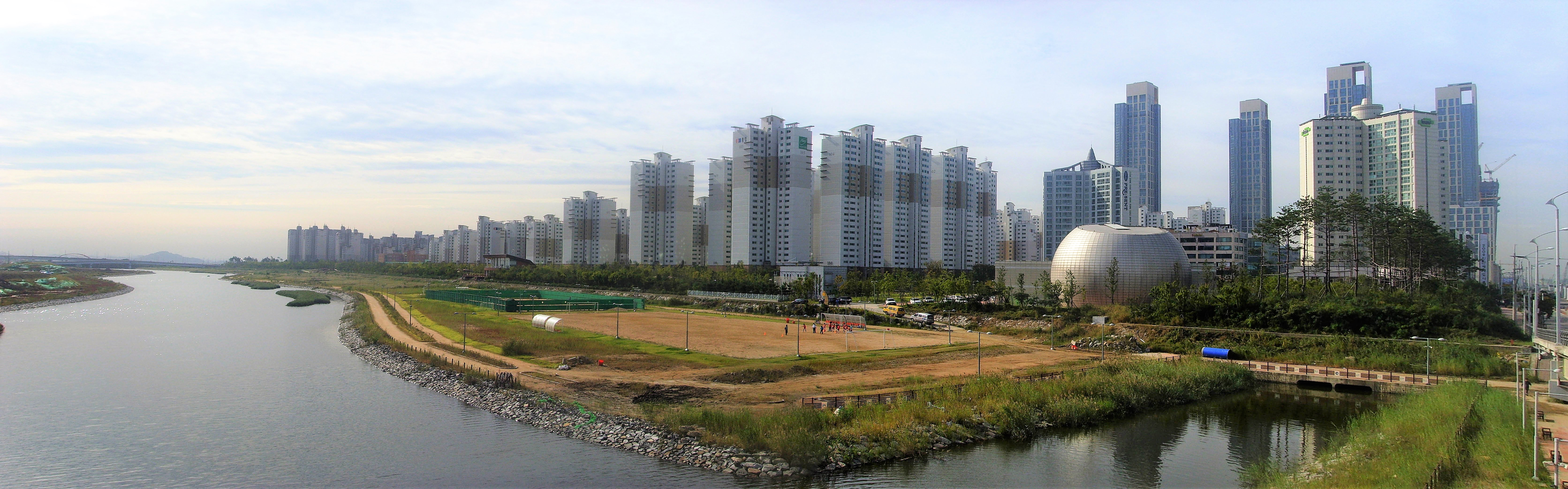
Incheon
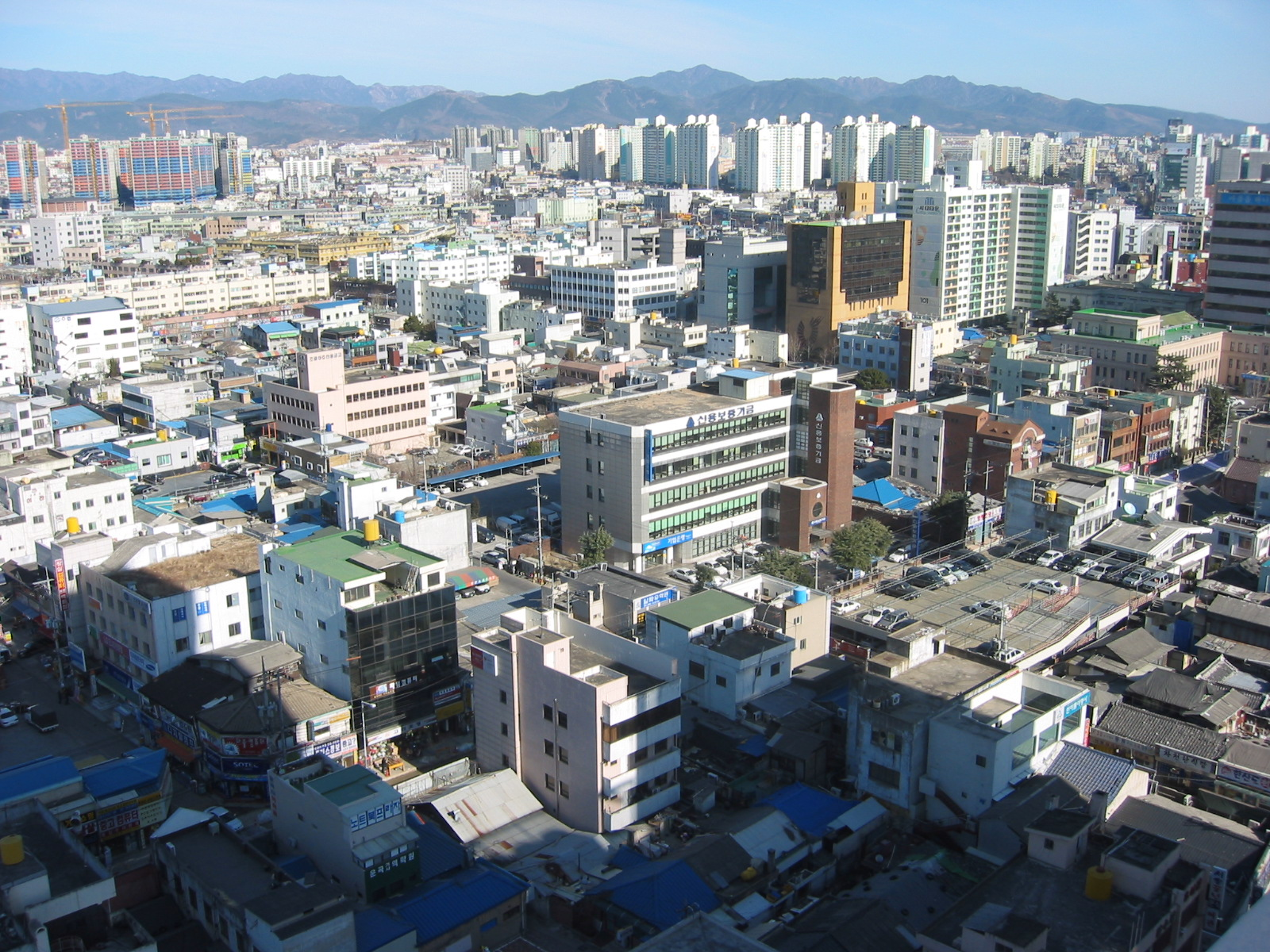
Daegu

## L'exposition aux risques

### Catastrophes écologiques
Le 7 décembre 2007, la collision d'une barge appartenant à Samsung Heavy Industries avec un pétrolier hongkongais au mouillage, le Hebei Spirit, a causé la plus grave marée noire qu'ait connue la Corée du Sud.

### Catastrophes naturelles
Aucun volcanisme n'est actif en Corée, qui ne subit quasiment aucun tremblement de terre, même de faible ampleur.
Le versant Est subit de temps à autre des typhons venus de la mer du Japon. 

## Politique environnementale en Corée du Sud

### Plan national
Dans le domaine environnemental, un plan national coréen est annoncé dès 2008 en faveur d’une « croissance verte », à faible émission carbone.
Après la survenance de la crise économique et financière, où la Corée a été l'un des premiers pays touchés, ce programme a été renforcé en janvier 2009 par un « Green New Deal », sur le modèle de la politique de relance par les grands travaux entreprise par le président Roosevelt au cours des années 1930.

### Politique énergétique
En 2017, le chef de l’État a décidé de fermer les réacteurs nucléaires en fin de cycle du pays. Il entendait également annuler la construction de nouvelles tranches. Ayant également programmé la fermeture de toutes les centrales thermiques au charbon de plus de trente ans, l'exécutif estime que ce combustible ne pèsera que 21,8 % dans la production d'électricité dans quinze ans, contre 40 % en 2017. Pour compenser ces fermetures, le pays devra construire de nouvelles centrales au gaz pour qu'elles génèrent au moins 37 % du courant. Sur la séquence, le poids des énergies renouvelables devra passer de 4,7 % à 20 % en 2030.